# روساموند (كاليفورنيا)
روساموند (بالإنجليزية: Rosamond CDP, California)‏ هي منطقة سكنية تقع بولاية كاليفورنيا في الولايات المتحدة. تبلغ مساحتها 135.550 كم2، وترتفع عن سطح البحر 767 م، بلغ عدد سكانها 18,150 نسمة في عام 2010 حسب إحصاء مكتب تعداد الولايات المتحدة وتصل الكثافة السكانية فيها 133.9 نسمة لكل كيلومتر مربع (346.8/ميل2).

## التركيبة السكانية
حدّد مكتب تعداد الولايات المتحدة بيانات التركيبة السكانية لروساموند في تعداد الولايات المتحدة. في ما يلي، التركيبة السكانية حسب تعدادي 2000 و2010.

### تعداد عام 2000
بلغ عدد سكان روساموند 14,349 نسمة بحسب تعداد عام 2000، وبلغ عدد الأسر 4,988 أسرة وعدد العائلات 3,625 عائلة مقيمة في المنطقة السكنية. في حين سجلت الكثافة السكانية 105.9 نسمة لكل كيلومتر مربع (274.3/ميل2). وبلغ عدد الوحدات السكنية 5,597 وحدة بمتوسط كثافة قدره 41.3 لكل كيلومتر مربع (107.0/ميل2).
وتوزع التركيب العرقي للمنطقة السكنية بنسبة 72.01% من البيض و6.62% من الأمريكيين الأفارقة و1.32% من الأمريكيين الأصليين و3.01% من الأمريكيين ذوي الأصول الآسيوية و0.23% من سكان جزر المحيط الهادئ و11.65% من الأعراق الأخرى و5.16% من عرقين مختلطين أو أكثر و25.67% من الهسبانيون أو اللاتينيون من أي عرق.
بلغ عدد الأسر 4,988 أسرة كانت نسبة 45% منها لديها أطفال تحت سن الثامنة عشر تعيش معهم، وبلغت نسبة الأزواج القاطنين مع بعضهم البعض 54.7% من أصل المجموع الكلي للأسر، ونسبة 12.5% من الأسر كان لديها معيلات من الإناث دون وجود شريك، بينما كانت نسبة 5.5% من الأسر لديها معيلون من الذكور دون وجود شريكة وكانت نسبة 27.3% من غير العائلات. تألفت نسبة 21.9% من أصل جميع الأسر من عدة أفراد يعيشون في نفس المنزل ونسبة 6.2% كانت تتألف من شخص يعيش بمفرده يبلغ من العمر 65 عاماً أو أكثر. وبلغ متوسط حجم الأسرة المعيشية 2.88، أما متوسط حجم العائلات فبلغ 3.38.
بلغ العمر الوسطي للسكان 32.7 عاماً. وكانت نسبة 32.9% من القاطنين تحت سن الثامنة عشر، وكانت نسبة 7.9% بين الثامنة عشر والرابعة والعشرين عاماً، ونسبة 32% كانت واقعةً في الفئة العمرية ما بين الخامسة والعشرين والرابعة والأربعين عاماً، ونسبة 19.3% كانت ما بين الخامسة والأربعين والرابعة والستين، ونسبة 7.9% كانت ضمن فئة الخامسة والستين عاماً فما فوق. يوجد لكل 100 أنثى 102.4 ذكر، ويوجد لكل 100 أنثى في الثامنة عشر من عمرها فما فوق 101.5 ذكر.
بلغ متوسط دخل الأسرة في المنطقة السكنية 42,307 دولارًا، أما متوسط دخل العائلة فبلغ 46,918 دولارًا. وكان متوسط دخل الذكور 42,484 دولارًا مقابل 26,745 دولارًا للإناث. وسجل دخل الفرد الخاص بالمنطقة السكنية 17,440 دولارًا. وكانت نسبة 11.6% من العائلات ونسبة 14.1% من السكان تحت خط الفقر، وكان من هؤلاء نسبة 19.5% تحت سن الثامنة عشر ونسبة 12% في الخامسة والستين من العمر وما فوق.

### تعداد عام 2010
بلغ عدد سكان روساموند 18,150 نسمة بحسب تعداد عام 2010، وبلغ عدد الأسر 6,197 أسرة وعدد العائلات 4,487 عائلة مقيمة في المنطقة السكنية. في حين سجلت الكثافة السكانية 133.9 نسمة لكل كيلومتر مربع (346.8/ميل2). وبلغ عدد الوحدات السكنية 6,968 وحدة بمتوسط كثافة قدره 51.4 لكل كيلومتر مربع (133.1/ميل2).
وتوزع التركيب العرقي للمنطقة السكنية بنسبة 62.23% من البيض و8.13% من الأمريكيين الأفارقة و1.22% من الأمريكيين الأصليين و3.63% من الأمريكيين ذوي الأصول الآسيوية و0.36% من سكان جزر المحيط الهادئ و17.95% من الأعراق الأخرى و6.48% من عرقين مختلطين أو أكثر و34.33% من الهسبانيون أو اللاتينيون من أي عرق.
بلغ عدد الأسر 6,197 أسرة كانت نسبة 42% منها لديها أطفال تحت سن الثامنة عشر تعيش معهم، وبلغت نسبة الأزواج القاطنين مع بعضهم البعض 52.5% من أصل المجموع الكلي للأسر، ونسبة 13.6% من الأسر كان لديها معيلات من الإناث دون وجود شريك، بينما كانت نسبة 6.3% من الأسر لديها معيلون من الذكور دون وجود شريكة وكانت نسبة 27.6% من غير العائلات. تألفت نسبة 21.3% من أصل جميع الأسر من عدة أفراد يعيشون في نفس المنزل ونسبة 5.5% كانت تتألف من شخص يعيش بمفرده يبلغ من العمر 65 عاماً أو أكثر. وبلغ متوسط حجم الأسرة المعيشية 2.93، أما متوسط حجم العائلات فبلغ 3.43.
بلغ العمر الوسطي للسكان 32.0 عاماً. وكانت نسبة 29.1% من القاطنين تحت سن الثامنة عشر، وكانت نسبة 10.8% بين الثامنة عشر والرابعة والعشرين عاماً، ونسبة 25.9% كانت واقعةً في الفئة العمرية ما بين الخامسة والعشرين والرابعة والأربعين عاماً، ونسبة 26% كانت ما بين الخامسة والأربعين والرابعة والستين، ونسبة 8.2% كانت ضمن فئة الخامسة والستين عاماً فما فوق. وتوزع التركيب الجنسي للسكان بنسبة 50.1% ذكور و49.9% إناث.